# Nina du royaume aux étoiles
Nina du royaume aux étoiles (星降る王国のニナ, Hoshi furu ōkoku no Nina) est un josei manga japonais écrit et dessiné par Rikachi. Il est prépublié dans le magazine Be Love de Kōdansha depuis le numéro de novembre 2019. Dix volumes reliés ont été assemblés au 13 mars 2023. Une version française est éditée par Michel Lafon depuis le 20 janvier 2022.
Le manga se classe 6e parmi les 10 meilleures bandes dessinées de 2021 selon l'écrivain Yumika Shiraishi, sur Real Sound (ja) en décembre 2021. Il remporte le 46e Prix du manga Kōdansha dans la catégorie « Meilleur shōjo ».

## Résumé
Nina est une orpheline se battant pour survivre dans les bidonvilles en compagnie de ses amis Saji et Colin. À la mort de ce dernier d'une maladie, Saji dénonce Nina, qui se faisait passer pour un garçon, à des individus en quête d'une jeune fille aux yeux bleus. Elle se retrouve alors face à Azur Seth Fortuna, second prince du royaume de Fortuna, qui lui annonce qu'elle va devoir devenir la princesse Alisha, décédée dans un accident. Nina a alors trois mois pour apprendre l'étiquette, au terme desquels elle devra épouser l’héritier du royaume de Galgada, tandis qu'elle développe des sentiments pour celui qui la lui apprend,.

## Production
Nina du royaume aux étoiles est prépublié dans le magazine Be Love de Kōdansha depuis le numéro de novembre 2019 paru le 1er octobre 2019,. Le premier volume relié paraît le 13 mars 2020 et dix volumes ont été assemblés au 13 mars 2023.
Une version française est publiée dans la collection Kazoku des éditions Michel Lafon depuis le 20 janvier 2022. La traduction est signée Angélique Mariet et six tomes sont parus au 11 mai 2023.
À l'occasion de la sortie du cinquième tome au Japon le 11 juin 2021, des bandes sonores sont réalisées, reproduisant des scènes du manga. Elles peuvent être obtenues en scannant des QR codes présents sur la couverture du cinquième volume. Les deux personnages doublés sont Azur Seth Fortuna, par Yūichirō Umehara, et le prince de Galgada, par Kōki Uchiyama.

### Adaptation en anime
Une adaptation de la série de manga en anime est annoncée en décembre 2023. Les voix japonaises des trois personnages principaux Nina, Azure et Seth sont respectivement Minami Tanaka, Yūichirō Umehara et Kōki Uchiyama.

## Accueil

### Réception critique
Legoffe du site sceneario salue le « réel talent de conteuse de Rikachi » et le soin et le souci du détail apporté aux dessins.
Rebecca Silverman d'Anime News Network souligne que, si l'histoire d'une campagnarde prenant la place d'une princesse décédée n'a rien d'original, l'histoire n'en reste pas moins appréciable. Le fait que l'apparence véritable de la princesse soit peu connue en dehors de la couleur de ses yeux permet d'apporter une crédibilité qui manque souvent à ce genre d'histoires. Elle apprécie également le personnage de Nina, dont le caractère reste cohérent avec celui d'une fille qui a appris à survivre par elle-même dans les rues. Lynzee Loveridge d'Anime News Network également loue le travail artistique effectué sur les décors et l'esthétique des vêtements.

### Prix et récompenses
Le manga se classe 6e parmi les 10 meilleures bandes dessinées de 2021 (2021年コミックBEST10, 2021-Nen komikku besuto 10) selon l'écrivain Yumika Shiraishi, sur Real Sound (ja) en décembre 2021.
Il remporte le 46e Prix du manga Kōdansha dans la catégorie « Meilleur shōjo »,.